# Martin Buchholz (Kabarettist)

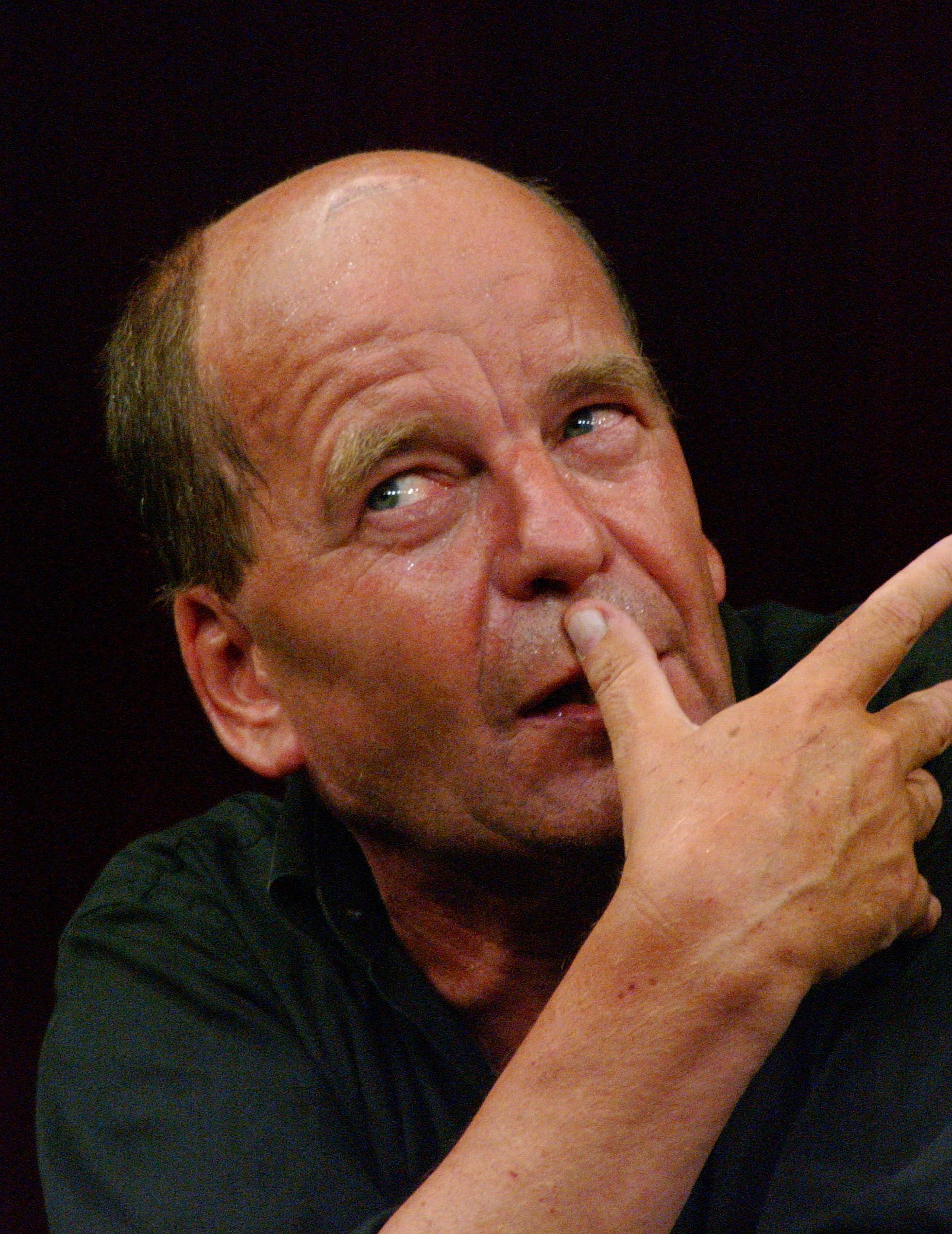
Martin Buchholz, 2003

Martin Buchholz (* 12. Mai 1942 in Berlin-Wedding) ist ein Kabarettist, Journalist, Autor und Kolumnist. Er ist Mitglied des PEN-Zentrums Deutschland.

## Leben
Von 1961 an war Buchholz als Journalist, Reporter und Redakteur beim Abend, beim Volksblatt, bei Heute, beim Spiegel, Stern, bei Pardon und konkret beschäftigt.
Ab 1967 gehörte er mit Walter Barthel, Carl Guggomos, Rainer Hachfeld, Horst Tomayer und Hannes Schwenger zum Redaktionskollektiv des Berliner EXTRA-Dienstes. Seine Artikel bestanden nicht selten aus Sprachjonglagen und Glossen. Ab 1979 war er am Aufbau der linken Tageszeitung Die Neue beteiligt. Bekannt waren in den 1980er Jahren auch seine Kolumnen in der Wochenzeitung Hamburger Rundschau.
Seit 1982 ist er als Kabarettist tätig; daneben arbeitet er als satirischer Schriftsteller, Autor und Kolumnist. Buchholz’ Tourneen führen ihn durch ganz Deutschland. Bei den Berliner Wühlmäusen trifft man ihn in der Regel sonntags um 16:30 Uhr.
Er gab über seine Internetseite den sogenannten Wochenschauer als Satire-Letter heraus.
Buchholz lebt zusammen mit seiner Partnerin, Regisseurin und Managerin Harriet Eder in Berlin-Nikolassee und in Leubsdorf.
2018 trat er in den „Ruhestand“. Gelegentlich hält er aber noch Auftritte und Lesungen ab, verfasst hin und wieder Wochenschauer oder mal ein Buch.

## Kabarett-Programme
- Lacht auf, verdummte dieser Erde! (1983)
- Der Mensch ist los !!! (1987)
- Wahnsin schon mal in Berlin? (1988)
- Ein Sitzenbleiben zwischen den Stühlen (1991)
- Wir sind, was volkt (1993)
- Bekenntnisse eines verhinderten Massenmörders (1998)
- Akte Icke: Ein Alien packt aus (1997)
- Alle Macht den Doofen!
- Mach mir den Wessi!
- Nichts als die Wahrheit
- Alzheimer im Wunderland
- Die Liebe in der Zeit des Rinderwahnsinns – oder: Männer und andere Geschlechtskrankheiten
- Euro, Eros, Sex and Crime
- Mach’s mir noch einmal, Wüstling!
- The Miesest and the Fiesest of…
- Kotzalledem!
- Freiheit für Angela!
- Dialeckt mich am Patriarsch!
- Noch eins drauf!
- Ich bin dann mal da
- Lacht auf, Verdummte dieser Erde[5] (2003)[6]
- Geh!Denken! (2009)[7]
- Mißverstehen Sie mich bitte richtig! (2010)
- Kassandra, übernehmen Sie! (2012)
- Macht! Menschen! (2013)
- Nachspielzeit 2014/2015 (2014)[8]
- Alles Lüge – kannste glauben! Das wirklich Allerletzte von Buchholz 2017/2018[9]

## Auszeichnungen

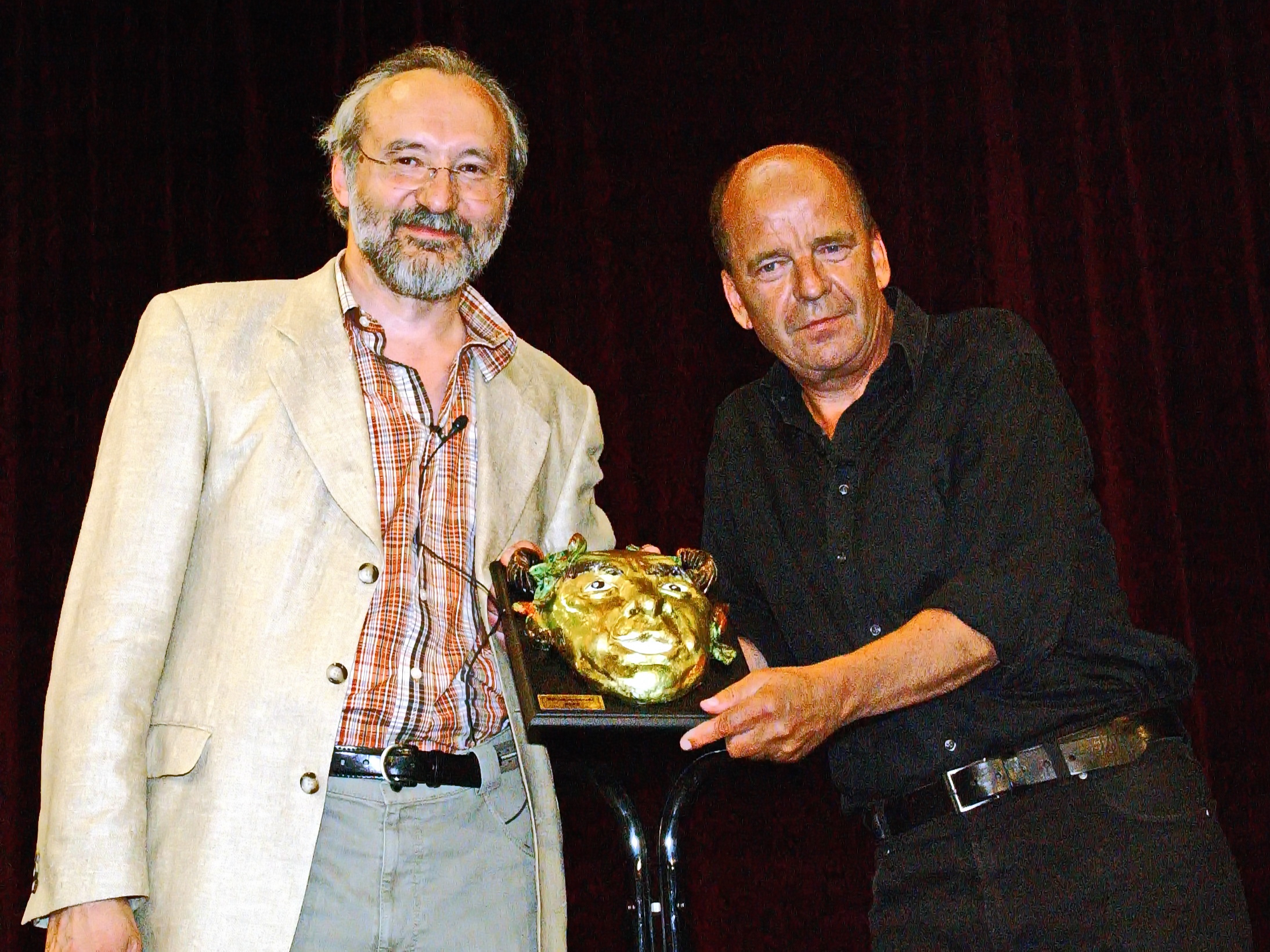
Martin Buchholz erhält 2003 von Herbert Becke die Garchinger Kleinkunstmaske

- 1997: Deutscher Kabarettpreis (Hauptpreis)[10]
- 1989: Deutscher Kleinkunstpreis in der Sparte Kabarett
- 2001: Gaul von Niedersachsen
- 2003: Publikumspreis der Garchinger Kleinkunstmaske
- 2006: Schweizer Kabarett-Preis Cornichon[11]

## Bücher, Texte
- Die Faust in der Tasche, Drehbuch, Kino/ZDF, 1978.
- Die Deutsche Verfassung (= Bibliothek der deutschen Werte). Droemersche Verlagsanstalt, München 1989, ISBN 978-3-426-02764-6.
- Wir sind, was volkt!, Harriet Eder Verlag, Berlin 1993, ISBN 3-9803227-0-X.
- Man wird sie eine Männin heißen, Harriet Eder Verlag, Berlin 1994, ISBN 3-9803227-1-8.
- Das Schweigen der Belämmerten, Harriet Eder Verlag, Berlin 1997, ISBN 3-9803227-2-6.
- Stille Tage im Klischee, Parthas Verlag, Berlin 2001, ISBN 3-932529-83-9.
- Stupid white GerMan, Wostok-Verlag, Berlin 2004, ISBN 3-932916-29-8.
- Deutsches Wortissimo, Wostok-Verlag, Berlin 2007, ISBN 978-3-932916-40-3.
- Geh!Denken Geh!Dichte, Wostok-Verlag, Berlin 2011, ISBN 978-3-932916-56-4.
- Missverstehen Sie mich richtig! Ein satirisches Lexikon, be.bra verlag, Berlin 2015, ISBN 978-3-86124-692-3.
- Die Siebzigjährige, die man zum Fenster hinauswarf und die einfach nicht verschwand, Wostok-Verlag, Berlin 2019, ISBN 978-3-932916-73-1.
- Männer, Macht und Mythen, Satyr Verlag, Berlin 2024, ISBN 978-3-91077-515-2.

## Audio-CD/DVD
- Alles in bester Verfassung (CD, Live-Mitschnitt aus dem Münchner Hinterhoftheater)
- Mach’s mir noch einmal, Wüstling! (Doppel-CD, Live-Mitschnitt aus dem Berliner Kabarett-Theater Die Wühlmäuse)
- The Miesest and the Fiesest of … (Doppel-CD, Live-Mitschnitt aus dem Berliner Tränenpalast)
- Noch eins drauf (Doppel-CD, Live-Mitschnitts aus dem Berliner Kabarett-Theater Die Wühlmäuse)
- Freiheit für Angela! (Doppel-CD, Live-Mitschnitt aus dem Berliner Kabarett-Theater Die Wühlmäuse)
- Dialeckt mich am Patriarsch (Doppel-CD, Live-Mitschnitt aus dem Berliner Kabarett-Theater Die Wühlmäuse)
- Ich bin dann mal da (Doppel-CD eines Live-Mitschnitt aus dem Berliner Kabarett-Theater Die Wühlmäuse vom 19. Oktober 2008)
- Mißverstehen Sie mich bitte richtig! (Doppel-CD, Live-Mitschnitt aus dem Berliner Kabarett-Theater Die Wühlmäuse)
- Männer und andere Geschlechtskrankheiten (Doppel-CD, Live-Mitschnitt aus der Berliner Urania)
- Hier stehe ich! Ich kann auch anders! (Doppel-CD, Live-Mitschnitt aus dem Berliner Kabarett-Theater Die Wühlmäuse)
- Ich geb’s ja zu (DVD, Live-Mitschnitt aus dem Berliner Kabarett-Theater Die Wühlmäuse 2010)
- Alles Lüge – kannste glauben! (Aufzeichnung des letzten Programms im Kabarett-Theater „Die Wühlmäuse“ am 27. Januar 2018)